# Tia Marota
Maria dos Reis Campos (Salvador, Bahia, 6 de janeiro de 1900 - Rio de Janeiro, 20 de agosto de 1978), mais conhecida como Tia Marota de Ogum, foi iaefum da Casa Branca do Engenho Velho e importante liderança na luta pela regulamentação da profissão das baianas do tabuleiro na então capital federal, Rio de Janeiro. Tia Marota é considerada uma grande referência no mundo do Candomblé, sendo uma das responsáveis pela transferência de conhecimento sobre a religião entre Bahia e Rio de Janeiro, sendo citada em publicações acadêmicas sobre o tema. 
Tia Marota nasceu em 1900 no bairro de Brotas, Salvador e foi iniciada na religião do Candomblé no terreiro da Casa Branca do Engenho Velho, o mais antigo templo de Candomblé do qual de tem registro no Brasil. Transferiu-se para o Rio de Janeiro aos 20 anos de idade, em 1920, indo residir na Rua do Livramento, em frente ao antigo clube Recreio das Flores. 
Ainda jovem, Tia Marota começou a vender doces em tabuleiros, usando trajes típicos de baiana, nas imediações do Largo de São Francisco, no centro do Rio de Janeiro. A atividade de vendedor ambulante era então considerada ilegal e fortemente reprimida pela polícia. 
Em 1945 travou ferrenha batalha na concessão de licenças para o desempenho dessa profissão e reunindo um grande grupo de companheiras procurou o então presidente da Republica Getúlio Vargas, que depois de recebe-la no Palácio do Catete fez com que se editasse um decreto-lei, oferecendo as Baianas do tabuleiro do Rio de Janeiro todas as facilidades de trabalho. 
Na década de 60 teve de retornar ao Palácio para novamente exigir a garantia da lei para que as baianas pudessem trabalhar livremente. Foi recebida pelo então presidente Juscelino Kubitschek e mais uma vez o apelo de Tia Marota em favor de suas companheiras foi atendido.
Rafael Soares de Oliveira relata em sua tese de doutorado:
"Tia Marota de Ogum, iniciada no Camdomblé por Maximiana Maria da Conceição, foi considerada pródiga conhecedora de candomblé, e viveu por muitos anos na Cidade do Rio de Janeiro, Ilha do Governador. Ela não fundou Terreiro, mas se tem notícia de que circulava muito e “ajudava muito Terreiros no Rio”. Sempre viajava entre Rio e Salvador e era conhecida em ambos os mundos do candomblé. Isto indicaria que ela teve filhos por lá, o que um ogã supôs, mas não pude confirmar com exemplos e em entrevistas com suas irmãs contemporâneas. De fato, pela imagem de seriedade religiosa que dela se transmitiu nas conversas que tive, dificilmente ela teria filhos sem que a alta hierarquia da Casa soubesse, o que me levou a supor que não os teve."(Oliveira, 2005).
Doutor Ordep José Trindade Serra cita Tia Marota em seu artigo publicado pela revista Afro-Ásia:
"Conversando comigo a esse respeito, disse certa vez a já falecida iaefum da Casa Branca, Dona Marota de Ogum: "O candomblé se divide conforme as tribos africanas que vieram para aqui. Quem guardou o axé do Queto, segue o Queto, quem teve a preparação do jeje, vai pela regra do jeje, e assim por diante". (Serra, 2005)